# Allium cyaneum
Allium cyaneum es una especie de planta bulbosa del género Allium, perteneciente a la familia de las amarilidáceas, del orden de las Asparagales. Originaria de Asia.

## Descripción
Allium cyaneum tiene bulbos agrupados, cilíndricos, de 0,2 - 0,4 (- 0,6) cm de diámetro;. Túnica de color marrón oscuro, no suele ser claramente reticulada. Las hojas desde 1,5 hasta 2,5 mm de ancho, semicilíndricas, adaxialmente canalizadas. Escapo de 10 a 30 (- 45) cm, cilíndrico, cubierto con las vainas de las hojas sólo en la base. El número cromosomático es de 2 n = 32.

## Distribución y hábitat
Se encuentra en los márgenes de los bosques, las laderas y los prados, a una altitud de 2100 - 5000 metros, en Gansu, Hubei, Ningxia, Qinghai, Shaanxi, Sichuan, Xizang y Corea.

## Taxonomía
Allium cyaneum fue descrita por  Eduard August von Regel y publicado en Trudy Imperatorskago S.-Peterburgskago Botaničeskago Sada 3(2): 174, en el año 1875.
Etimología
Allium: nombre genérico muy antiguo. Las plantas de este género eran conocidos tanto por los romanos como por los griegos. Sin embargo, parece que el término tiene un origen celta y significa "quemar", en referencia al fuerte olor acre de la planta. Uno de los primeros en utilizar este nombre para fines botánicos fue el naturalista francés Joseph Pitton de Tournefort (1656-1708).
cyaneum: epíteto latino que significa "de color azul".
Sinonimia
- Allium hugonianum Rendle
- Allium purdomii W.W.Sm.
- Allium szechuanicum F.T.Wang & Tang
- Allium tui F.T.Wang & Tang[6]